# VVV-WIT-07
VVV-WIT-07 är en ensam stjärna i den mellersta delen av stjärnbilden Skorpionen. Baserat på parallax enligt Gaia Data Release 3 på ca 2,519 mas, beräknas den befinna sig på ett avstånd på ca 1 300 ljusår (ca 400 parsek) från solen. Avståndet till stjärnan är dock osäkert och annan källa anger ca 23 000 ljusår (ca 7 100 parsek) från solen.

## Observation
Stjärnan hittades av projektet "Vista Variables in the Via Lactea" (VVV), som är en undersökning vid European Southern Observatory (ESO) av variabilitet i Vintergatans innersta bulb. Nära-infraröda spektra av VVV-WIT-07 visas utan funktioner, utan framträdande emissions- eller absorptionslinjer. De egenskaper som finns i ljuskurvan för VVV-WIT-07 (WIT hänvisar till "Vad är detta?") liknar de som ses i J1407 (Mamajeks objekt), en dvärgstjärna av spektarltyp K5 i stadiet före huvudserien med ett ringsystem som förmörkar stjärnan eller, alternativt, till Tabbys stjärna, en stjärna av spektralklass F3 IV/V som har oregelbundna och aperiodiska förmörkelser i dess ljuskurva.
Från 2010 till 2018 dämpades stjärnan och ljusnade oregelbundet (v ca 14,35 – 16,164) och verkade lik Tabbys stjärna, förutom att ljuset från VVV-WIT-07 dämpades med upp till 80 procent, medan Tabbys stjärna bleknade med endast cirka 20 procent. En annan stjärna, J1407, har dock visat sig ha dämpats med upp till 95 procent, vilket kan vara mer likt ljuskurvan som presenteras av VVV-WIT-07. Icke desto mindre, enligt ESO-astronomen Valentin Ivanov, "Ett nyckelord som skulle kunna användas för att beskriva vårt fynd [av VVV-WIT-07] är extremt. I alla aspekter ... har vi identifierat ett system som utmanar fantasin ännu mer än vanligt, eftersom det är så olikt vårt eget planetsystem."

## Egenskaper

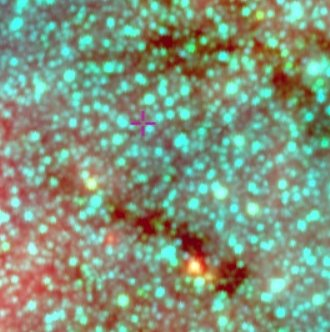
Omgivande stjärnfält kring
VVV-WIT-07.

VVV-WIT-07 är en unik variabel stjärna som presenterar en sekvens av återkommande nedtoningar (Ks ca 14,35 – 16.164) med en möjlig djup förmörkelse i juli 2012. Stjärnan är inte en dubbelstjärna, vilket skulle eliminera ett sådant system från att förklara de olika observerade nedtoningarna.